# Neomachaerotypus eguchii
Neomachaerotypus eguchii är en insektsart som beskrevs av Kato 1935. Neomachaerotypus eguchii ingår i släktet Neomachaerotypus och familjen hornstritar. Inga underarter finns listade i Catalogue of Life.